# Битва при Саласпілсі
Битва при Саласпілсі — це битва, яка відбулася 4 червня 1206 року неподалік міста Саласпілс.

## Передумови
В кінці XI — не початку XII століття розпочалася колонізація Балтики, включаючи Латвію. Та коли Орден мечоносців підкорив землі язичників, почалася повстання. А в 1206 році вождь Ако збирає військо серед турайдців. Оскільки його війська було мало він просить допомоги у литовських племен і вони відсилають не більше пів сотні вояків.

## Хід подій
4 червня 1206 року нарешті після підготовки військ починається битва. Вона відбувалась на невеликому горбу, там розмістились турайдці з литовцями на протилежному боці розмістились мечоносці. Після запеклого бою підготовка та дисципліна мечоносців дали перевагу і вони перемогли. В знак перемоги вони привезли голову вождя Ако єпископу Альберту.